# (379) Huenna
Huenna (designació de planeta menor: (379) Huenna) és un gran asteroide que orbita al cinturó d'asteroides. Forma part de la família Temis i, per tant, un asteroide de tipus C i conseqüentment, compost principalment de material carbonós.
Va ser descobert per Auguste Charlois el 8 de gener de 1894 a Niça. Porta el nom de l'illa sueca de Hven, el lloc de dos observatoris.
Jean-Luc Margot va descobrir el 14 d'agost de 2003 un satèl·lit de 7 km de amplada i designat S/2003 (379) 1, utilitzant el telescopi d'òptica adaptativa Keck II a Mauna Kea. La lluna orbita 3400 ± 11 km de distància de 80,8 ± 0,36 d amb una excentricitat de 0.334±0.075. El sistema està limitat, ja que Huenna té una esfera de Hill amb un radi d'uns 20.000 km.